# 우크라이나의 대성당 목록
우크라이나의 대성당 목록과 과거 주교좌를 가지고 있던 성당들을 포함한 대성당 사찰.
1992년부터 러시아 교회로부터 독립적인 별도의 우크라이나 정교회를 조직하려는 움직임이 있었다. 2018년, 그 교회는 콘스탄티노폴리스 세계 총대주교청에 의해 인정받은 우크라이나 정교회가 되었고, 현재 에피파니가 이끌고 있다. 이 교회는 러시아 정교회에 의해 인정되지 않는다.
우크라이나에 있는 모든 러시아 정교회 사찰은 우크라이나 정교회 (모스크바 총대주교청)으로 조직되어 있다.
또한, 필라레트가 이끄는 작은 독립 교회인 우크라이나 정교회 (키이우 총대주교청)가 존재한다.
혼동을 피하기 위해 콘스탄티노폴리스가 인정한 교회는 우크라이나 정교회 (OCU)로, 러시아 정교회는 우크라이나 정교회 (모스크바 총대주교청) (UOC-MP)으로, 필라레트가 이끄는 교회는 우크라이나 정교회 (키이우 총대주교청) (UOC-Kyiv)으로 식별된다.
러시아 정교회는 우크라이나에서 여전히 가장 많은 교구와 주요 사찰을 소유하고 있다. 많은 교구는 2000년대 소비에트 연방의 해체 이후에 생겨났다. 2022년 러시아의 우크라이나 침공 이후 여러 지역의 소유권이 논쟁의 대상이 되었다.

## 교단별 주요 대성당
| #  | 이름                                        | 사진                                        | 설립               | 위치                                     | 비고             |
| 1  | 성 소피아 대성당                            |                                             | 11세기             | 키이우, 소피이우스카 플로쉬차            | 콘스탄티노폴리스 |
| 2  | 그리스도 부활 대성당                        |                                             | 2007년부터 건설 중 | 키이우, 잘리즈니치네 쇼세 3              | UOC-모스크바     |
| 3  | 성 볼로디미르 총대주교 대성당               |                                             | 1896               | 키이우, 셰브첸코 불바르 20               | UOC-키이우       |
| 4  | 그리스도 부활 총대주교 대성당               | 파일:A cathedral under construction.jpg     | 2013               | 키이우, 물이치아 미콜스코-슬로비드스카 5 | UGCC             |
| 5  | 성 안드리 교회                              |                                             | 1767               | 키이우, 안드리이우스키 우즈비즈 23       | UAOC             |
| 6  | 복되신 동정 마리아 승천 대성당 대성당       |                                             | 1493               | 르비우, 플로쉬차 카테드랄나 1            | 로마 가톨릭      |
| 7  | 테오토코스 성모 안식 대성당                 | 성모 안식 대성당                            | 1370               | 르비우, 물이치아 비르멘스카 7-13         | 아르메니아       |
| 8  | 성 십자가 현양 대성당                       |                                             | 1646               | 우지호로드                               | 무카체베         |
| 9  | 성 바오로의 우크라이나 중앙 루터교회 대성당 | 성 바오로의 우크라이나 중앙 루터교회 대성당 | 1897               | 오데사, 물이치아 노보셀스코호 68         | 루터교           |
| 10 | 성모 안식 대성당                            |                                             | 1908               | 빌라 크리니치아, 체르니우치주            | ROORC            |

## 우크라이나 정교회 (모스크바 총대주교청) 대성당
| #  | 이름                                         | 사진                                                  | 설립     | 위치                                                 | 비고                      |
| 1  | 구세주 변모 대성당 (구세주)                  |                                                       | 1033     | 체르니히우, 고대 체르니히우 단지                     | (?)                       |
| 2  | 테오토코스 성모 안식 대성당                  |                                                       | 1078     | 키이우, 키이우 페체르스크 수도원                     | (?)                       |
| 3  | 성모 안식 대성당 (성 게오르기)               |                                                       | 1144     | 카니우                                               | 체르카시 교구             |
| 4  | 테오토코스 성모 안식 대성당                  |                                                       | 1160     | 볼로디미르                                           | 볼로디미르-볼린스키 교구  |
| 5  | 게이티드 중보 대성당                         |                                                       | 17세기   | 푸티울 라이온, 사프로니-모우찬 성모 탄생 석굴 수도원 |                           |
| 6  | 성 니콜라스 대성당                           |                                                       | 1650년대 | 니진                                                 | 니진 교구                 |
| 7  | 테오토코스 성모 안식 대성당                  |                                                       | 1657     | 하르키우, 물이치아 우니베르시테츠카 11               | 하르키우 교구             |
| 8  | 테오토코스 중보 대성당                       |                                                       | 1689     | 하르키우, 물이치아 우니베르시테츠카 8                | (?)                       |
| 9  | 성 변모 대성당                               |                                                       | 1758     | 빈니차, 물이치아 소보르나 21                         | 빈니차 교구               |
| 10 | 테오토코스 성모 탄생 대성당                  |                                                       | 1763     | 코젤레츠, 물이치아 다네비차 1                        | (?)                       |
| 11 | 성 중보 대성당                               |                                                       | 1768     | 오흐티르카, 물이치아 푸시키나 1                      | 수미 교구                 |
| 12 | 삼위일체 대성당                              |                                                       | 1781     | 노보모스콥스크, 플로쉬차 페레모히 1                  | (?)                       |
| 13 | 구세주 변모 대성당                           |                                                       | 1788     | 수미, 물이치아 소보르나 31                           | 수미 교구                 |
| 14 | 테오토코스 성모 안식 대성당                  |                                                       | 1791     | 포차이우, 포차이우 라우라                            | (?)                       |
| 15 | 구세주 변모 대성당                           |                                                       | 1808     | 오데사, 소보르나 플로쉬차 3                          | 오데사 교구               |
| 16 | 구세주 변모 대성당                           |                                                       | 1835     | 드니프로, 소보르나 플로쉬차                          | 드니프로페트로우스크 교구 |
| 17 | 구세주 변모 대성당                           |                                                       | 1839     | 빌라체르크바, 소보르나 플로쉬차                      | 빌라체르크바 교구         |
| 18 | 승천 대성당                                  |                                                       | 1846     | 코노토프, 물이치아 스베르돌로바 20                   | 코노토프 교구             |
| 19 | 구세주 변모 대성당                           |                                                       | 1874     | 지토미르, 물이치아 페레모히 12                       | 지토미르 교구             |
| 20 | 성 볼로디미르 대성당                         |                                                       | 1891     | 세바스토폴, 물이치아 드레브냐 1                      | (?)                       |
| 21 | 식당 교회                                    |                                                       | 1895     | 키이우, 키이우 페체르스크 수도원                     | 키이우 교구               |
| 22 | 트리-아나스타시아 대성당                     |                                                       | 1897     | 흘루히우, 물이치아 스파스카 2                        | 코노토프 교구             |
| 23 | 성 수태고지 대성당                           |                                                       | 1901     | 하르키우, 플로쉬차 카를라 마르크사 1                 | 하르키우 교구             |
| 24 | 성 판텔레이몬 대성당                         |                                                       | 1914     | 키이우, 성 판텔레온 수도원                           | (?)                       |
| 25 | 구세주 변모 대성당                           |                                                       | 2006     | 도네츠크                                             | 도네츠크 교구             |
| 26 | 성 볼로디미르 대성당                         | 파일:Володимирський кафедральный собор (Луганськ).JPG | 2006     | 루한스크, 물이치아 플레하노바 44                     | 루한스크 교구             |
| 27 | 성 중보 대성당                               |                                                       |          | 올렉산드리야                                         | 올렉산드리야 교구         |
| 28 | 성 성모 안식 대성당                          |                                                       |          | 발타                                                 | 발타 교구                 |
| 29 | 성 삼위일체 대성당                           |                                                       |          | 보후슬라우                                           | 빌라체르크바 교구         |
| 30 | 성 십자가 현양 대성당                        |                                                       |          | 베르댠스크                                           | 베르댠스크 교구           |
| 31 | 성 니콜라스 대성당                           |                                                       |          | 프리모르스크                                         | 베르댠스크 교구           |
| 32 | 성 중보 대성당                               |                                                       |          | 보리스필                                             | 보리스필 교구             |
| 33 | 성 베드로와 바오로 대성당                    |                                                       |          | 브로바리                                             | 보리스필 교구             |
| 34 | 현현 대성당                                  | 파일:Horlivka Cathedral, November 2013.png            | 2013     | 호를리우카                                           | 호를리우카 교구           |
| 35 | 성 알렉산드르 넵스키 대성당                  |                                                       |          | 슬로우얀스크                                         | 호를리우카 교구           |
| 36 | 중보 대성당                                  |                                                       |          | 잔코이                                               | 잔코이 교구               |
| 37 | 구세주 변모 대성당                           |                                                       |          | 로즈돌네                                             | 잔코이 교구               |
| 38 | 성 니콜라스 대성당                           |                                                       | 1894     | 카미얀스케                                           | 드니프로제르진스크 교구   |
| 39 | 성 삼위일체 대성당                           |                                                       | 1837     | 드니프로, 크라스나 플로쉬차 7                        | 드니프로페트로우스크 교구 |
| 40 | 성 니콜라스 대성당                           |                                                       | 1946     | 마리우폴                                             | 도네츠크 교구             |
| 41 | 성 안드레 대성당                             |                                                       |          | 자포리자                                             | 자포리자 교구             |
| 42 | 성 정교신자 알렉산드르 넵스키 공작 대성당    |                                                       | 1884     | 멜리토폴                                             | 자포리자 교구             |
| 43 | 그리스도 탄생 대성당                         |                                                       |          | 이바노프란키우스크                                   | 이바노프란키우스크 교구   |
| 44 | 승천 대성당                                  |                                                       | 1826     | 이지움, 물이치아 콤소몰스카 2                        | 이지움 교구               |
| 45 | 성 니콜라스 대성당                           |                                                       | 1852     | 쿠피얀스크                                           | 이지움 교구               |
| 46 | 성 게오르기 대성당                           |                                                       | 1861     | 카미야네치포딜스키, 물이치아 수보로바 54             | 카미야네치포딜스키 교구   |
| 47 | 테오토코스 성모 탄생 대성당                  |                                                       | 1812     | 크로피우니츠키, 물이치아 벨리카 페르스펙티브나 74    | 키로보흐라드 교구         |
| 48 | 테오토코스 성모 안식 대성당                  |                                                       |          | 크레멘추크 (크리우키우), 물이치아 마카렌카 104       | 크레멘추크 교구           |
| 49 | 구세주 변모 대성당                           |                                                       | 2003     | 크리우이리, 플로쉬차 30티-리치아 페레모히            | 크리우이리 교구           |
| 50 | 구세주 변모 대성당                           |                                                       |          | 니코폴                                               | 크리우이리 교구           |
| 51 | 성 니콜라스 대성당                           |                                                       |          | 모힐리우포딜스키                                     | 모힐리우포딜스키 교구     |
| 52 | 테오토코스 포차이우 성상 대성당              |                                                       |          | 무카체베                                             | 무카체베 교구             |
| 53 | 구세주 변모 대성당                           |                                                       | 1720     | 프릴루키, 물이치아 셰브첸카 1                        | 니진 교구                 |
| 54 | 테오토코스 성모 탄생 대성당                  |                                                       | 1800     | 미콜라이우                                           | 미콜라이우 교구           |
| 55 | 성 안드레 대성당                             |                                                       |          | 노바카호우카                                         | 노바카호우카 교구         |
| 56 | 구세주 변모 대성당                           |                                                       |          | 오우루치                                             | 오우루치 교구             |
| 57 | 테오토코스 성모 안식 대성당                  |                                                       | 1869     | 오데사, 물이치아 프레오브라젠스카 70                 | 오데사 교구               |
| 58 | 중보 대성당                                  |                                                       |          | 이즈마일, 프로스펙트 수보로바 31                     | 오데사 교구               |
| 59 | 성 마카리 대성당                             |                                                       |          | 폴타바                                               | 폴타바 교구               |
| 60 | 테오토코스 성모 안식 대성당                  |                                                       | 1889     | 미르호로드                                           | 폴타바 교구               |
| 61 | 부활 대성당                                  |                                                       |          | 리우네, 물이치아 소보르나                            | 리우네 교구               |
| 62 | 현현 대성당                                  |                                                       |          | 오스트로흐, 물이치아 잠코바                          | 리우네 교구               |
| 63 | 테오토코스 성모 탄생 대성당                  |                                                       |          | 로벤키                                               | 로벤키 교구               |
| 64 | 성령 대성당                                  |                                                       |          | 롬니, 바자르나 플로쉬차 15                           | 롬니 교구                 |
| 65 | 중보 대성당                                  |                                                       | 1991     | 사르니                                               | 사르니 교구               |
| 66 | 구세주 변모 대성당                           |                                                       |          | 바라쉬                                               | 사르니 교구               |
| 67 | 그리스도 탄생 대성당                         | 파일:Sever hram.jpg                                   | 2001     | 세베로도네츠크                                       | 세베로도네츠크 교구       |
| 68 | 성 베드로와 바오로 대성당                    |                                                       | 1870     | 심페로폴                                             | 심페로폴 교구             |
| 69 | 순교자 비라, 나디아, 리우보우, 소피아 대성당 | 파일:Tarnopol sobór.jpg                               |          | 테르노필                                             | 테르노필 교구             |
| 70 | 그리스도 탄생 대성당                         |                                                       |          | 툴친                                                 | 툴친 교구                 |
| 71 | 성 니콜라스 대성당                           |                                                       | 1812     | 우만, 물이치아 라디안스카 39                         | 우만 교구                 |
| 72 | 구세주 변모 대성당                           |                                                       |          | 즈베니호로드카                                       | 우만 교구                 |
| 73 | 성령 강림 대성당                             |                                                       | 1836     | 헤르손                                               | 헤르손 교구               |
| 74 | 성 키릴로스와 메토디오스 대성당              |                                                       | 건설 중  | 후스트                                               | 후스트 교구               |
| 75 | 성 삼위일체 대성당                           |                                                       |          | 비노흐라디우                                         | 후스트 교구               |
| 76 | 성 미하일 대성당                             |                                                       | 2000     | 체르카시                                             | 체르카시 교구             |
| 77 | 성 삼위일체 대성당                           |                                                       | 1695     | 체르니히우, 삼위일체 수도원                          | 체르니히우 교구           |
| 78 | 성령 대성당                                  |                                                       | 1864     | 체르니우치                                           | 체르니우치 교구           |
| 79 | 성 미하일 대성당                             |                                                       |          | 셰페티우카                                           | 셰페티우카 교구           |
| 80 | 대천사 미하일 대성당                         |                                                       | 1997     | 마리우폴                                             | 도네츠크 교구             |

## 우크라이나 정교회 (키이우 총대주교청) 대성당
| # | 이름                        | 사진 | 설립 | 위치               | 비고                    |
| 1 | 성 부활 대성당              |      |      | 페레야슬라우       | 페레야슬라우 교구       |
| 2 | 테오토코스 성모 안식 대성당 |      | 1745 | 르비우             | 르비우 교구             |
| 3 | 성 삼위일체 대성당          |      | 1893 | 이바노프란키우스크 | 이바노프란키우스크 교구 |

참고:
- 루츠크의 테오토코스 중보 교회는 일시적으로 볼린 교구의 대성당 역할을 한다.
- 르비우의 성 히에로마르티르 승리자 게오르기 교회는 일시적으로 르비우 교구의 대성당 역할을 한다.

## 추가 대성당

### 우크라이나 정교회 (모스크바 총대주교청)
우크라이나 정교회 (모스크바 총대주교청)의 대성당:
- 베르댠스크의 그리스도 탄생 대성당
- 루한스크의 베드로와 바오로 대성당
- 이즈마일의 성 바실 코-대성당
- 사르니의 성 바실 대성당
- 오흐티르카의 성 바실 코-대성당
- 흐멜니츠키의 성 바실 대성당

### 키이우 총대주교청의 우크라이나 정교회
우크라이나 정교회 (키이우 총대주교청)의 대성당:
- 루츠크의 성 삼위일체 대성당
- 도네츠크의 변모 대성당
- 삼비르의 성 바오로 코뉴슈케비치 및 성모 승천 대성당
- 지토미르의 성 미하일 대성당
- 자포리자의 성 삼위일체 대성당
- 크로피우니츠키의 성 안드레 대성당
- 르비우의 성 수호 대성당
- 오데사의 성모 탄생 대성당
- 페레야슬라우의 성 부활 대성당
- 폴타바의 성모 안식 대성당
- 리우네의 성 수호 대성당
- 리우네의 성 부활 코-대성당
- 수미의 성 부활 대성당
- 테르노필의 복되신 동정녀 대성당
- 크레메네츠의 변모 대성당
- 헤르손의 성모 마리아 봉헌 대성당
- 흐멜니츠키의 성 안드레 대성당
- 체르카시의 성 삼위일체 대성당
- 체르니우치의 세르비아 성 파라스케바 대성당
- 체르니히우의 성 예카테리나 대성당

## 가톨릭교회 대성당

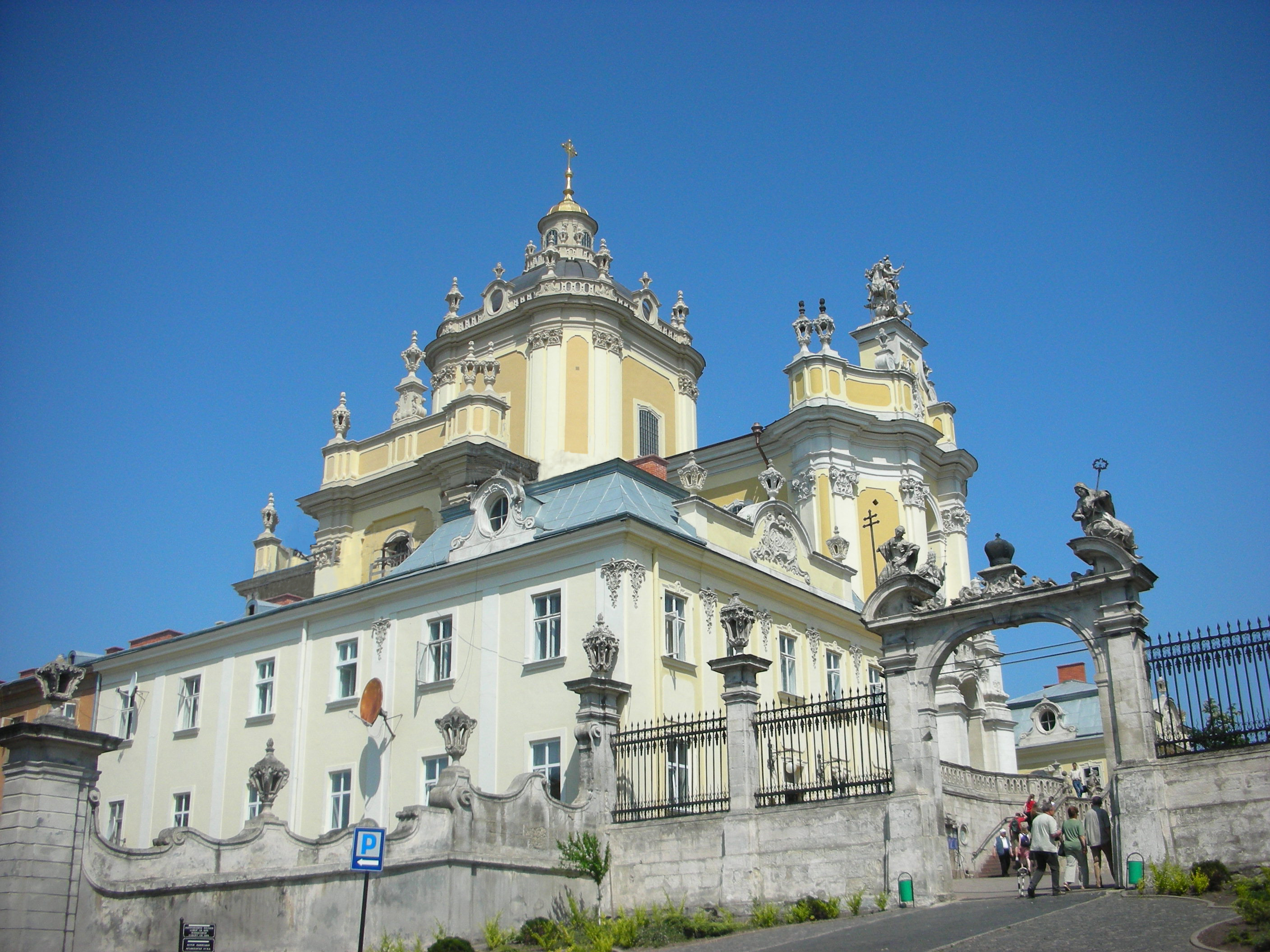
르비우의 성 게오르기 대성당

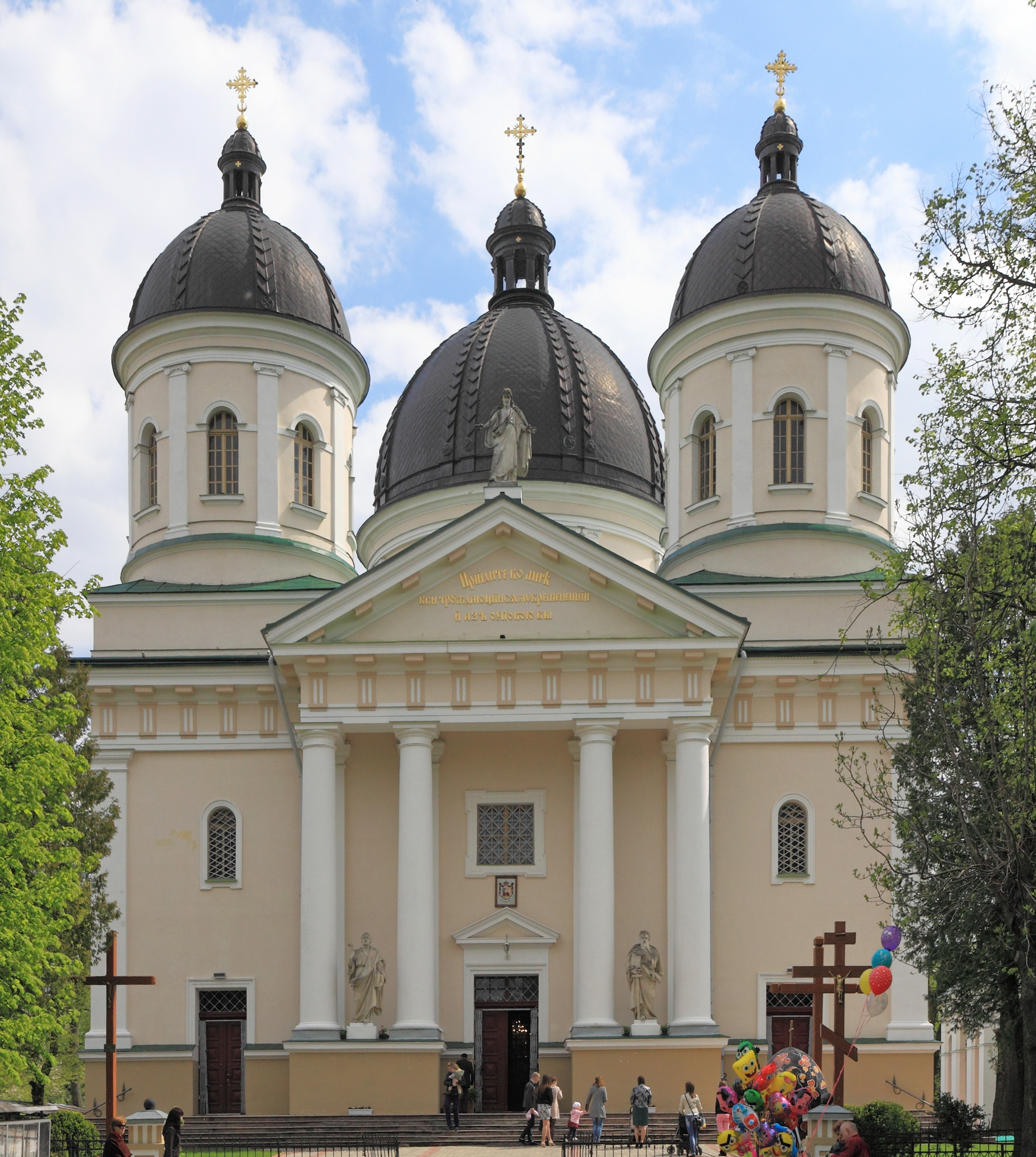
소칼의 성 베드로와 바오로 사도 대성당

로마 교황과 완전한 친교를 맺고 있는 우크라이나의 로마 가톨릭교회의 대성당. 이 나라에는 적어도 4가지 예법의 가톨릭 대성당이 34개 있다:

### 라틴 예법
- 카미야네치포딜스키의 성 베드로와 바오로 대성당
- 하르키우의 복되신 동정 마리아 승천 대성당
- 자포리자의 자비로운 아버지 코-대성당
- 지토미르의 성 지혜 대성당
- 키이우의 성 알렉산드르 코-대성당
- 루츠크의 성 베드로와 바오로 대성당
- 무카체베의 투르의 성 마르틴 대성당
- 오데사의 복되신 동정 마리아 대성당

### 우크라이나 예법
우크라이나 그리스 가톨릭교회의 대성당:
- 초르트키브의 성 베드로와 바오로 대성당
- 도네츠크의 자비로운 동정녀 대성당
- 이바노프란키우스크의 구세주 부활 대성당
- 콜로미야의 성 미하일 대성당
- 체르니우치의 복되신 동정 마리아 승천 코-대성당
- 루츠크의 테오토코스 성모 탄생 대성당
- 르비우의 성 게오르기 대성당
- 오데사의 하느님의 성모 마리아 승천 대성당
- 드로호비치의 성 삼위일체 대성당
- 소칼의 성 안나, 베드로, 바오로 대성당
- 스트리의 복되신 동정녀 승천 대성당
- 테르노필의 하느님의 성모 원죄 없이 잉태되심 대성당

### 아르메니아 예법
- 르비우의 성모 승천 아르메니아 대성당

### 루테니아 예법
- 무카체베의 십자가 현양 대성당
- 무카체베의 복되신 동정 마리아 승천 코-대성당

## 같이 보기
- 대성당 목록
- 우크라이나의 기독교